# Louis Tuchscherer
Friedrich Louis Tuchscherer (* 23. Januar 1847 in Schönheide; † 21. Oktober 1922 in Chemnitz) war ein deutscher Erfinder und Mechaniker. Tuchscherer war einer der vielen Erfinder und Mechaniker im Chemnitzer Raum, deren kreatives Schaffen mit den Boden für den industriellen Aufstieg dieser Region bereitete.

## Leben
Louis Tuchscherer wurde als Sohn eines Schneiders am 23. Januar 1847 geboren. Nach einer Schlosserlehre in Schönheide kam er Anfang 1862 nach Chemnitz und nahm am 17. Januar 1862 in der Sächsischen Webstuhlfabrik von Louis Schönherr (der heutigen Schönherr-Kulturfabrik) eine Tätigkeit als Schlossergehilfe auf. Nach ihm kamen noch weitere Mitglieder der Familie Tuchscherer aus Schönheide in die Schönherrsche Webstuhlfabrik, wo sie als Schlosser, Klempner, Former, Dreher u. a. eingestellt wurden.
Louis Tuchscherer wandte sich schon bald nach Aufnahme seiner Tätigkeit in der Webstuhlfabrik der eigenständigen Lösung technischer Aufgaben zu. Hierfür richtete er sich 1867 in der Nähe seines Betriebes eine kleine Werkstatt in der Hauboldstraße 29 ein, die er 1871 in das in derselben Straße gelegene Haus Nr. 21 verlegte. In diesen Werkstätten verwirklichte er eine Reihe eigener Erfindungen, unter anderem eine Schützenspindel, und einen Schaftregulirer für Webstühle.
Louis Tuchscherer verstarb im Alter von 75 Jahren am 21. Oktober 1922 in Chemnitz. In Würdigung seiner Verdienste beschlossen die Stadträte von Chemnitz am 1. Dezember 1999 – auf Antrag des „Tisches der Heimat- und Denkmalpflege“ – eine im Industrie- und Gewerbegebiet an der Jagdschänkenstraße entstandene Straße nach ihm zu benennen: die „Tuchschererstraße“.

## Kutsche ohne Pferde

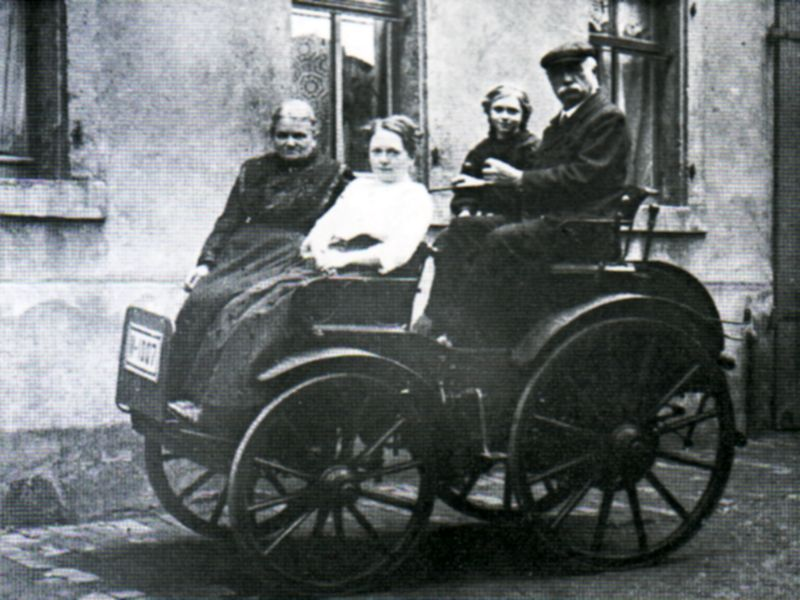
„Kutsche ohne Pferde“ hier mit dem Nummernschild, das auf dem 1954 veröffentlichten Foto retuschiert wurde

Hanna Klose-Greger hat mit ihrem Aufsatz in Heft 2 des Jahrgangs 1954, der Zeitschrift Das Magazin: War Benz der erste? – Wie Louis Tuchscherer aus Schönheide das erste Automobil erfand, die Behauptung aufgestellt, Tuchscherer habe 1880 als Erster eine „Kutsche ohne Pferde“ gebaut und Carl Benz habe (1878) die Werkstatt von Tuchscherer besucht. Ein Foto wurde publiziert, das Louis Tuchscherer auf seiner „Kutsche ohne Pferde“ mit retuschiertem Nummernschild zeigte. Das Foto kann jedoch frühestens 1906, nach Einführung der Kfz-Kennzeichen im Deutschen Reich entstanden sein. Die Jahreszahl 1880 ist ebenfalls nicht haltbar, da das erste Auto, das Tuchscherer baute, realistischerweise erst um 1895 entstand.
Die „Kutsche ohne Pferde“ hat Tuchscherer nicht erfunden, in der einschlägigen Fachliteratur wird Tuchscherer nicht einmal erwähnt. Dampfbetriebene „Kutschen ohne Pferde“ fuhren in Großbritannien in den 1830er und 1840er Jahren nach Fahrplan und wurden bereits in Serie gebaut, in Deutschland 1879–1880 bei Wöhlert in Berlin. Ein Motorfahrzeug mit Gasmotor (von Étienne Lenoir, 1822–1900) lief bereits 1865 und mehrere mit dem von ihm verwendeten nach Brayton-Prinzip (etwa von George Baldwin Selden, 1846–1922) um 1877–1878 und von George Brayton (1830–1892) selber um 1878.